# Dalle 9 alle 5... orario continuato
Dalle 9 alle 5... orario continuato (Nine to Five) è un film del 1980 diretto da Colin Higgins.

## Trama
Quando suo marito la lascia per fuggire con la giovane assistente, Judy Bernly trova lavoro come segretaria presso una grande compagnia. La donna familiarizza subito con la volitiva caporeparto Violet Newstead e con l'ingenua Doralee Rhodes, segretaria del direttore. Le tre impiegate cercano senza successo di apportare delle modifiche al rigido sistema lavorativo imposto dal loro capo, Franklin Hart. Oppresse quindi dai suoi modi di fare dittatoriali e maschilisti, fantasticano di sbarazzarsene.
Una mattina Violet si convince di aver messo della stricnina - scambiata per dolcificante - nel caffè del signor Hart e quando l'uomo ha un malore, lei crede di esserne responsabile. Giunte in ospedale per accertarsi delle sue condizioni, capiscono che l'uomo è morto e così trafugano il cadavere, ma arrivate al momento di disfarsene si accorgono che il corpo non è quello del loro capo.
Il giorno dopo il signor Hart si presenta in ufficio sano e salvo ma, mentre le tre donne stanno parlando dell'accaduto, vengono udite dall'acida collega Roz, che riferisce tutto al capo. L'uomo allora decide di ricattare le tre segretarie, ma loro, prese dall'ansia, legano Hart e lo tengono prigioniero in casa sua in attesa di elaborare un piano.
Durante le sei settimane in cui Hart è tenuto in ostaggio, le tre donne fingono la sua presenza ed effettuano tutta una serie di modifiche volte a migliorare il clima e la produzione della compagnia. Quando la moglie del signor Hart torna dalle vacanze, lui si fa liberare con una scusa e si reca in ufficio, dove prende da parte le tre complici con l'intenzione di farle arrestare. Tuttavia si presenta improvvisamente l'amministratore delegato della compagnia, il signor Tinsworthy, che elogia le innovazioni apportate e premia Hart mandandolo a dirigere una filiale in Brasile.
Nell'epilogo Violet viene promossa vicepresidente, Judy sposa un rappresentante della Xerox, Doralee si licenzia e diventa una cantante country, mentre Hart viene rapito da una tribù indigena della foresta amazzonica.

## Produzione
Le riprese sono state effettuate interamente in California, a Los Angeles e zone limitrofe: la residenza di Franklin e Missy Hart si trova al 10431 di Bellagio Road a Bel Air, mentre l'hotel di Missy Hart era il Hyatt Regency Century Plaza; l'appartamento di Judy si trova al 4370 di Ocean View Boulevard a Montrose. Le scene interne sono state realizzate presso i teatri di posa 6, 14 e 22 degli studi della 20th Century Fox di Century City a Los Angeles.
Per preparare il ruolo di Judy Bernly, una divorziata di mezza età, Jane Fonda intervistò numerose donne entrate nel mondo del lavoro in ritardo a causa del divorzio o della vedovanza.
Lily Tomlin originariamente rifiutò il ruolo di Violet perché stava lavorando ad un'altra pellicola, The Incredible Shrinking Woman (1981).
Dolly Parton accettò il ruolo di Doralee Rhodes a condizione che fosse stata anche autrice e interprete della canzone del film, "9 to 5", poi nominata per un premio Oscar e vincitrice di due Grammy. La Parton è stata sempre interprete della canzone principale della colonna sonora di tutti i film che ha interpretato, ad eccezione del film Fiori d'acciaio (1989), la cui produzione rifiutò il brano scritto dalla cantante, "Eagle When She Fly".
Il ruolo che andò a Sterling Hayden venne offerto originariamente a Gregory Peck e a Charlton Heston, ma entrambi rifiutarono.
Venne progettato un seguito, progetto che poi venne abbandonato dopo la morte del regista Colin Higgins avvenuta il 5 agosto 1988.

## Distribuzione
Il film è stato distribuito nelle sale cinematografiche statunitensi il 19 dicembre 1980, mentre in Italia il film è uscito il 26 marzo 1981. Il doppiaggio italiano è curato dalla CVD - Cine Video Doppiatori.

## Riconoscimenti
Il tema musicale del film, Nine to Five di Dolly Parton, è stato candidato sia al Premio Oscar che al Golden Globe. Dolly Parton ha ricevuto anche una doppia candidatura personale ai Golden Globe 1981 come migliore attrice in un film commedia o musicale e come migliore attrice debuttante.
Nel 2000 l'American Film Institute ha inserito il film al 74º posto della classifica delle cento migliori commedie americane di tutti i tempi. Nel 2004 ha inserito il brano sopra citato al 78° della classifica delle cento migliori canzoni.
La regista e documentarista Julia Reichert realizzò nel 2020 il film-documentario 9to5: The Story of a Movement, sul movimento di attivisti che ispirò Jane Fonda per la produzione del film. A causa della pandemia COVID19 il documentario non fu proiettato come previsto al South by Southwest Film Festival, ma dovette attendere l'AFI Docs di Mill Valley e il DOC NYC film festival dell'anno seguente. Il film si sviluppa con interviste a Jane Fonda e a molti membri del movimento 9 to 5. E' stato trasmesso dalla PBS nel 2021 e ha ottenuto una nomination ai Peabody Award nel 2022.

## Serie televisiva
Il film generò una serie televisiva, Dalle 9 alle 5, orario continuato (5 stagioni, 85 episodi), trasmessa sulla ABC dal 1982 al 1983 e poi in syndication dal 1986 al 1988; il ruolo di Dolly Parton venne interpretato dalla sorella, l'attrice Rachel Dennison. Vi fu anche un film parodia per adulti chiamato Dalle 8 alle 4 (1981).